# طارق الفايز
طارق بن علي بن محمد الفايز ( 07 ربيع الثاني 1392 هـ - 20 مايو 1972م ) ، المؤسس ونائب رئيس مجموعة دار التمويل عام 2005م في لبنان وبلجيكا ، المؤسس و رئيس مجلس إدارة شركة إيليت لوساطة التأمين منذ يناير 2017م ، المؤسس ورئيس مجلس إدارة شركة ماغنا للاستثمار منذ يناير 2022م ، المؤسس ورئيس مجلس الإدارة لمجموعة ذا إيليت للاستثمار منذ مارس 2022م ، رئيس اللجنة الوطنية للتأمين في إتحاد الغرف التجارية في المملكة العربية السعودية ، المؤسس لمجموعة فجر المتوسط للاستثمار الصحي في السعودية ، مستشار (في مجال الرعاية الصحية الشامل) لمجلس إدارة شركة عسير للتطوير المملوكة لصندوق الاستثمارات العامة السعودي ، المؤسس ورئيس مجلس إدارة شركة النخبة لوساطة التأمين في جمهورية مصر العربية ، أول رئيس منتخب للجنة العامة لوسطاء التأمين واستمر حتى أكتوبر 2017م ، المؤسس والرئيس التنفيذي لشركة إيليت لوساطة التأمين حتى ديسمبر 2016م ، كبير أخصائي الإصابات الرياضية في مستشفى دلة.

## نشأته وتعليمه:
ولد طارق الفايز عام 1972 في عمان – المملكة الأردنية الهاشمية  ، وتربى على يد والده علي بن محمد الفايز ، وله عدد 4 أشقاء وهو متزوج ولديه 3 أبناء.
تلقى تعليمه الابتدائي في المملكة الأردنية الهاشمية في عمان في الكلية العلمية الإسلامية ، وأكمل المرحلة المتوسطة والثانوية في مدينة عرعر في مدرسة الإمام محمد بن سعود ، وحصل على الثانوية العامة ، ثم انتقل إلى الدراسة في جامعة الملك سعود بالرياض ، ودرس العلاج الطبيعي عام 1990 ، أكمل مسيرته الأكاديمية في الدبلوم العالي في الإصابات الرياضية من جامعة مانشستر متروبوليتان وكذلك درس الماجستير المهني في إدارة الأعمال في جامعة "البلمند" في لبنان عام 2014.

## حياته العملية:
بدأ المستشار طارق الفايز حياته العملية عام 1997 مع مستشفى دلة وترأس قسم الإصابات الرياضية بعد تأسيسه من قبله حتى عام 2002.
وفي عام 2005 ، أسس مجموعة دار التمويل في لبنان وبلجيكا واستلم منصب نائب الرئيس فيها حتى عام 2007.
سفير النوايا الحسنة للسلام في الاتحاد البرلماني الدولي المتعدد الأغراض حتى عام 2013.
وفي عام 2008 ، أسس شركة إيليت لوساطة التأمين وعمل بها كرئيس تنفيذي حتى عام 2016.
ثم انتقل واستلم رئيس مجلس الإدارة في شركة إيليت لوساطة التأمين حتى الآن.
أسس مجموعة فجر المتوسط للاستثمار الصحي في السعودية ولازال مستثمر فيها حتى الآن.
أول رئيس منتخب وأعيد انتخابه في اللجنة العامة لوسطاء التأمين في المملكة العربية السعودية حتى عام 2017.
أسس مجموعة ذا إيليت للاستثمار في السعودية وترأس مجلس إدارتها عام 2022 فيها حتى الآن.
أسس شركة النخبة لوساطة التأمين في جمهورية مصر العربية عام 2023 واستلم منصب رئيس مجلس إدارتها حتى الآن.
أسس شركة ماغنا للاستثمار عام 2022 واستلم منصب رئيس مجلس الإدارة فيها حتى الآن
مستشار (في مجال الرعاية الصحية الشامل) لمجلس إدارة شركة عسير للتطوير المملوكة لصندوق الاستثمارات العامة السعودي حتى عام 2023.
مستشار مرخص في الرعاية الصحية في مجال العلاج الطبيعي من وزارة التجارة بترخيص رقم 13531 في المملكة العربية السعودية.
رئيس اللجنة الوطنية للتأمين في إتحاد الغرف التجارية في المملكة العربية السعودية حتى الآن.

## مراحل عمله في ريادة الأعمال:
مجموعة دار التمويل.
شركة إيليت لوساطة التأمين.
شركة فجر المتوسط للاستثمار الصحي.
مجموعة ذا إيليت للاستثمار.
شركة النخبة لوساطة التأمين.
شركة ماغنا للاستثمار
الحياة العلمية:
اللغة الأم: العربية.
اللغات: العربية والإنجليزية.
حصل على ماجستير من جامعة البلمند في لبنان في إدارة الأعمال المهنية ودبلوم عالي في الإصابات الرياضية من المملكة المتحدة جامعة مانشستر ميتروبوليتان، بالإضافة إلى بكالوريوس علاج طبيعي في جامعة الملك سعود.

## حياته
بدأ حياته المهنية في عام 1997 عندما أسس قسم الإصابات الرياضية في مستشفى دله وتولى رئاسته لمدة خمس سنوات. بعد فترة وجيزة دخل الفايز قطاعًا مختلفًا تمامًا، وبصفته مؤسس ونائب رئيس مجموعة دار التمويل ومقرها لبنان وبلجيكا بدأ الانتقال إلى صناعة الخدمات المالية. في عام 2008 أسس شركة ايليت لوساطة التامين في الرياض، حيث شغل منصب المؤسس والرئيس التنفيذي لها لمدة تسع سنوات قبل أن يتولى منصب رئيس مجلس الإدارة في عام 2017. وكان الفايز أول رئيس منتخب للجنة العامة لوسطاء التأمين وإعادة التأمين في البنك المركزي السعودي. عين الفايز مستشارًا في مجال الرعاية الصحية والعافية لمجلس إدارة شركة عسير للاستثمار المملوكة لصندوق الاستثمارات العامة السعودي.

## المناصب الفخرية والعضويات
- الرئيس المنتخب في اللجنة الوطنية للتأمين في اتحاد الغرف التجارية حتى الآن
- أول رئيس منتخب في اللجنة العامة لوسطاء التأمين في المملكة العربية السعودية عام 2012 وأعيد إنتخابه حتى عام 2017 في البنك المركزي السعودي
- سفير النوايا الحسنة في للسلام في الاتحاد البرلماني الدولي المتعدد الأغراض حتى عام 2013
- عضو في الاتحاد العام العربي للتأمين حتى الآن
- عضو في مجلس الأعمال السعودي البريطاني المشترك حتى الآن
- عضو في مجلس الأعمال السعودي البلغاري حتى الآن
- عضو في مجلس الأعمال السعودي المغربي حتى الآن
- عضو في لجنة هيئة حقوق الإنسان حتى عام 2023
- عضو في منظمة البيئة العربية الأوروبية للبيئة حتى الآن

## الجوائز
- جائزة أفضل رئيس تنفيذي في قطاع التأمين في الشرق الأوسط سنة 2011.[2]
- حاصل على مرتبة 77 من ضمن أقوى 100 شخصية سعودية سنة 2012.[3]